# TV Shows on DVD
TV Shows on DVD var en webbplats tillägnad nyhetsuppdateringar om TV-serier utgivna på DVD i region 1. Från februari 2007 var webbplatsen knuten till TV Guide. I mars 2013 köptes TV Guide av CBS Interactive, transferring control of TVShowsOnDVD.com to the new owners.
Webbplatsen startades den 1 november 2001, och hade i början av november 2005 cirka 75 000 besökare om dagen.
Den 25 maj 2018 stängdes webbplatsen ned, och nyhetsuppdateringen flyttades till sociala medier.

### Fotnoter
1. ↑  ”Tvshowsondvd.com Site Info” (på engelska). Alexa Internet. Arkiverad från originalet den 4 mars 2016. https://web.archive.org/web/20160304222638/http://www.alexa.com/siteinfo/TVShowsOnDVD.com. Läst 6 maj 2015.
2. ↑  Gord Lacey (15 februari 2007). ”An Important Note From Gord” (på engelska). Arkiverad från originalet den 16 maj 2013. https://web.archive.org/web/20130516045015/http://www.tvshowsondvd.com/news/Site-News/6923. Läst 6 maj 2013.
3. ↑  ”CBS Acquires 50% Stake in Former TV Guide Network” (på engelska). New York Times. 26 mars 2013. http://www.nytimes.com/2013/03/27/business/media/cbs-acquires-stake-in-tvgn.html. Läst 6 maj 2015.
4. ↑  Gord Lacey (1 november 2005). ”November 1, 2001 - November 1, 2005: We're 4!” (på engelska). TV Shows on DVD. Arkiverad från originalet den 7 mars 2006. https://web.archive.org/web/20060307072240/http://www.tvshowsondvd.com/newsitem.cfm?NewsID=4417. Läst 6 maj 2015.
5. ↑  Gord Lacey (25 maj 2018). ”Goodbye” (på engelska). TV Shows on DVD. Arkiverad från originalet den 24 maj 2018. https://web.archive.org/web/20180524220758/http://www.tvshowsondvd.com/offline.html. Läst 25 maj 2018.